# Верхолович, Павел Михайлович
Павел Михайлович Верхолович (1900—1952) — советский военачальник, генерал-лейтенант (1945), кандидат военных наук (1949).

## Биография
Родился 28 декабря 1900 года в местечке Шарковщина, ныне в Шарковщинском районе, Витебская область, Белоруссия.
В РККА с 1919 года. Участник Гражданской войны.
С ноября 1919 года переписчик 2-го запасного полка.
С июля 1920 года, после окончания Тамбовских пехотных командных курсов, помощник командира роты 464-го стрелкового полка.
С сентября 1920 командир роты 15-го запасного стрелкового полка.
С ноября 1920 года командир взвода 143-го стрелкового полка, в дальнейшем — помощник начальника команды.
С июля 1921 года командир взвода кадрового учебного полка.
С сентября 1923 года, после окончания Киевской объединённой школы командиров РККА имени С. С. Каменева, помощник командира роты, командир роты 8-го стрелкового полка 16-й стрелковой дивизии.
С июня 1924 года командир роты 47-го стрелкового полка.
С октября 1927 года командир роты, помощник командира батальона 48-го стрелкового полка (с апреля 1929 года) 16-й стрелковой дивизии. Член ВКП(б) с 1927 г.
С января 1935 года, после окончания Военной академии им. М. В. Фрунзе, начальник штаба 1-го Туркестанского горнострелкового полка, затем 29-го стрелкового полка, помощник начальника штаба (с июня 1936 г.) 10-й стрелковой дивизии.
С февраля 1939 года помощник начальника штаба 104-й стрелковой дивизии.
С августа 1939 года начальник штаба 49-й стрелковой дивизии с которой в составе 13-й армии участвовал в советско-финской войне.
7 апреля 1940 года «За образцовое выполнение боевых заданий Командования на фронте борьбы с финской белогвардейщиной и проявленные при этом доблесть и мужество» полковник Верхолович награждён орденом Красной Звезды.
С мая 1940 года начальник штаба 35-го стрелкового корпуса. Участвовал в освободительном походе в Бессарабию.
В начале Великой Отечественной войны корпус в составе 9-й отдельной армии Южного фронта участвовал в приграничных сражениях в Молдавии, в оборонительных боях по восточному берегу рек Прут, Днестр, Южный Буг.
С августа 1941 года начальник штаба 49-й армии.
С октября 1942 года начальник штаба 24-й армии.
27 января 1943 года Верхоловичу присвоено воинское звание «генерал-майор».
С апреля 1943 года начальник штаба 4-й гвардейской армии.
С марта 1944 года и до конца войны начальник штаба 57-й армии.
Участник обороны Москвы, Сталинградской битвы, Корсунь-Шевченковской операции, освобождения Болгарии, Югославии, Румынии, Венгрии.
За время войны генерал Верхолович был два раза упомянут в благодарственных приказах Верховного Главнокомандующего.
1 июля 1945 года Верхоловичу присвоено воинское звание «генерал-лейтенант».
В 1948 году окончил академию Генштаба, в которой остался на преподавательской работе.
Умер 28 октября 1952 года, похоронен на Введенском кладбище (участок № 10) в Москве.

## Награды
СССР
- орден Ленина (21.02.1945[6])
- четыре ордена Красного Знамени (03.01.1942, 04.02.1943, 03.11.1944[6], 15.11.1950[6])
- орден Богдана Хмельницкого I степени (28.04.1945)
- орден Суворова II степени (29.06.1945)
- орден Кутузова II степени (13.09.1944)
- орден Отечественной войны I степени (22.02.1944)
- орден Красной Звезды (07.04.1940)
- Медали в том числе:
  - «XX лет Рабоче-Крестьянской Красной Армии» (1938)
  - «За оборону Москвы» (1944)
  - «За оборону Сталинграда» (1942)
  - «За Победу над Германией в Великой Отечественной войне 1941—1945 гг.» (1945)
  - «За освобождение Белграда» (1945)

Приказы (благодарности) Верховного Главнокомандующего в которых отмечен П. М. Верхолович.
- За овладение городами Залаэгерсег и Кестель, прорыв совместно с войсками болгарской армии обороны противника южнее озера Балатон и овладение городами Надьбайом, Бегене, Марцали и Надьятад — сильными опорными пунктами обороны немцев, прикрывающими нефтяной район Надьканижа. 30 марта 1945 года. № 320.
- За овладение центром нефтяной промышленности Венгрии городом Надьканижа — важным узлом дорог и сильным опорным пунктом обороны немцев. 2 апреля 1945 года. № 327.

Других государств
- орден «Святой Александр» 4-й ст. (Болгария; 1945)

## Воинские звания
- майор - 29.01.1936;
- полковник - 29.10.1939;
- генерал-майор - 27.01.1943;
- генерал-лейтенант - 1.07.1945.